# 伊莱·马西森
伊莱·马西森（英語：Eli Matheson，1983年7月12日—），来自新南威尔士州，澳大利亚男子曲棍球运动员。他曾代表澳大利亚国家队参加2008年夏季奥林匹克运动会曲棍球比赛，获得一枚铜牌。